# Краснознаменский (Московская область)
Краснознаменский — посёлок в городском округе Щёлково Московской области России. Население — 1477 чел. (2010).

## География
Посёлок Краснознаменский расположен на северо-востоке Московской области, в юго-западной части Щёлковского района, примерно в 13 км к северо-востоку от Московской кольцевой автодороги и 5 км к северо-западу от одноимённой железнодорожной станции города Щёлково, по правому берегу реки Клязьмы.
В 4 км восточнее посёлка проходит Фряновское шоссе Р110, в 7 км к западу — Ярославское шоссе М8, в 17 км к северо-востоку — Московское малое кольцо А107; менее, чем в 1 км к югу, — пути хордовой линии Мытищи — Фрязево Ярославского направления Московской железной дороги, в 3 км к северу — пути на ответвлении Болшево — Фрязино того же направления. Ближайшие населённые пункты — деревня Васильевское, посёлок Образцово, дачный посёлок Загорянский и город Щёлково.
В посёлке пять улиц — Вокзальная, Жданова, Мальцево, Текстильщиков и Толстого, приписано два садоводческих товарищества (СНТ).
Посёлок связан с городом Щёлково автобусным маршрутом №2.
До 2019 года входил в состав городского поселения Щёлково Щёлковского района.

## Население
| 1852  | 1859 | 1869 | 1886 | 1926 | 2002  | 2006  |
| ----- | ---- | ---- | ---- | ---- | ----- | ----- |
| 95    | ↗108 | ↗129 | ↘100 | ↗252 | ↗2105 | ↗2143 |
| 2010  |      |      |      |      |       |       |
| ↘1477 |      |      |      |      |       |       |

## История
Посёлок Краснознаменский образован из старинной деревни Мальцово и новых фабричных домов; назван по Краснознаменской фабрике технических тканей (ныне ЗАО «Мальцевотекс»), отметившей в 2000 году свой 200-летний юбилей.
В середине XIX века деревня Мальцово относилась ко 2-му стану Богородского уезда Московской губернии и принадлежала коллежскому асессору Петру Маркеловичу Мещанинову. В деревне было 16 дворов, крестьян 40 душ мужского пола и 55 душ женского.
В «Списке населённых мест» 1862 года — владельческая деревня 2-го стана Богородского уезда Московской губернии по левую сторону Хомутовского тракта (от Москвы по границе с Дмитровским уездом), в 29 верстах от уездного города и 8 верстах от становой квартиры, при реке Клязьме, с 11 дворами и 108 жителями (50 мужчин, 58 женщин).
По данным на 1869 год — деревня Мальцево Гребневской волости 3-го стана Богородского уезда с 20 дворами, 23 деревянными домами, хлебным магазином, питейным домом, трактиром и 129 жителями (53 мужчины, 76 женщин), из которых 15 грамотных. Количество земли составляло 129 десятин, в том числе 65 десятин пахотной. Имелось 11 лошадей, 11 единиц рогатого и 10 единиц мелкого скота.
В 1886 году — 21 двор, 100 жителей, лавка и суконная фабрика.
В 1913 году — 30 дворов и шерсто-ткацкая фабрика.
По материалам Всесоюзной переписи населения 1926 года — центр Мальцевского сельсовета Щёлковской волости Московского уезда в 3,5 км от Стромынского шоссе и 1 км от платформы Соколовская Северной железной дороги, проживало 252 жителя (128 мужчин, 124 женщины), насчитывалось 76 хозяйств (39 крестьянских). Также упоминается Краснознаменская фабрика рабочего поссовета — 558 человек (259 мужчин и 299 женщин).
С 1929 года — населённый пункт Московской области.
В 1994—2006 гг. — административный центр Мальцевского сельского округа Щёлковского района, с 2006 года — посёлок городского поселения Щёлково Щёлковского муниципального района.